# Hiệp ước Schengen
Bài này nói về một hiệp ước ký tại Schengen. Về thị trấn mang tên này của Luxembourg, xin xem Schengen.
Hiệp ước Schengen là hiệp ước về tự do đi lại do hầu hết các nước Châu Âu ký kết. Hiệp ước Schengen được thỏa thuận xong ngày 19 tháng 6 năm 1990. Đến ngày 27 tháng 11 năm 1990, sáu nước bao gồm Pháp, Đức, Luxembourg, Bỉ, Hà Lan và Ý chính thức ký Hiệp ước Schengen, mở đầu cho làn sóng gia nhập khối Schengen của các quốc gia châu Âu. Hiệp ước quy định quyền tự do đi lại của công dân các nước thành viên. Đối với công dân nước ngoài, chỉ cần có thị thực của một trong các nước thành viên là được phép đi lại tự do trong toàn bộ khu vực Schengen.
Tính đến 1 tháng 1 năm 2023, tổng số quốc gia công nhận hoàn toàn hiệp ước này là 27 nước, được gọi là các quốc gia thuộc khối Schengen. Các quốc gia này bao gồm Ba Lan, Cộng hòa Séc, Hungary, Slovakia, Slovenia, Estonia, Latvia, Litva, Malta, Iceland, Na Uy, Thụy Điển, Phần Lan, Đan Mạch, Hà Lan, Bỉ, Luxembourg, Pháp, Tây Ban Nha, Bồ Đào Nha, Đức, Áo, Ý, Hy Lạp, Thụy Sĩ, Liechtenstein và Croatia (trong đó có 22 nước thuộc khối Liên minh châu Âu).

## Tiền lệ
Trước công ước Schengen, đã có các hiệp ước bãi bỏ việc kiểm soát giấy tờ của người đi lại giữa một số nước ở châu Âu:
- Liên minh thuế quan Benelux (Benelux Customs Union) gồm 3 nước Bỉ, Hà Lan, Luxembourg ký kết tại London (sau đó thay thế bằng Liên minh kinh tế Benelux (Benelux Economic Union) ký năm 1958), được áp dụng từ 1 tháng 1 năm 1948, cho phép các công dân của 3 nước trong Liên minh được đi lại tự do trong khu vực (và không phải khai thuế quan)
- Liên minh Hộ chiếu Bắc Âu (Nordic Passport Union) được ký ngày 1 tháng 7 năm 1954 giữa các nước Đan Mạch, Thụy Điển, Na Uy, Phần Lan (Iceland gia nhập ngày 1 tháng 12 năm 1955), áp dụng từ 1 tháng 5 năm 1958, cũng cho phép các công dân của Liên minh đi lại tự do trong khu vực mà không cần mang theo thẻ căn cước hay thẻ hộ chiếu

## Lịch sử

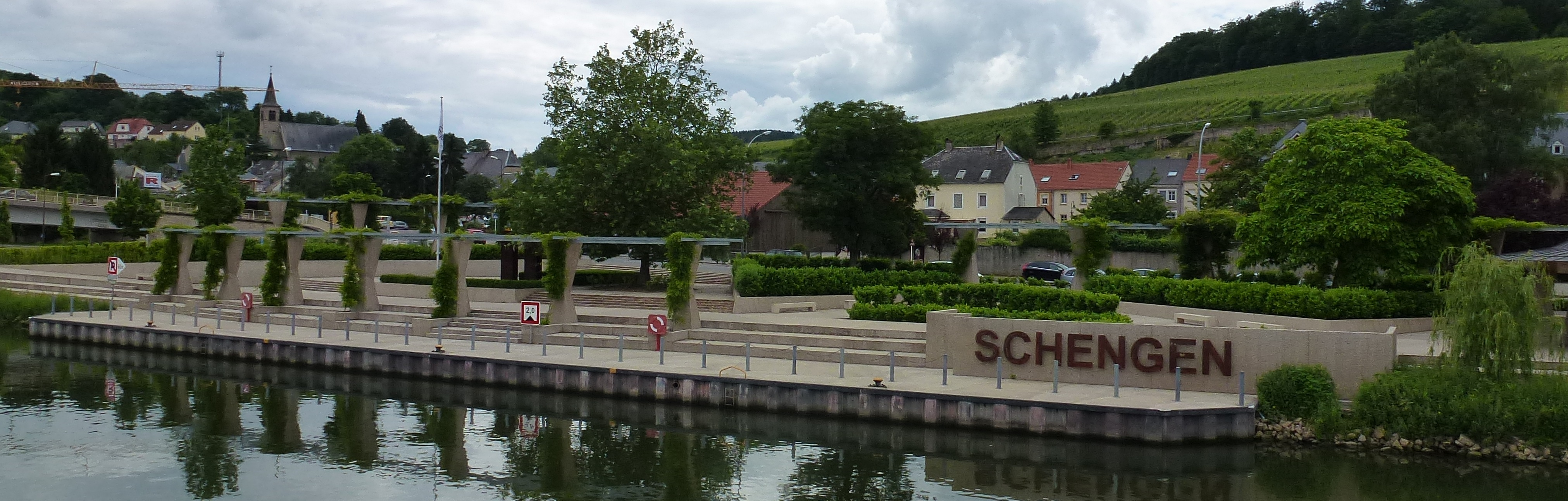
Schengen, một ngôi làng ở Luxembourg, nơi khai sinh của hiệp định Schengen

Ngày 14 tháng 6 năm 1985, trên con tàu mang tên Công chúa Marie-Astrid thả neo tại khúc sông Mosel ở ngã 3 biên giới Pháp, Đức, Luxembourg, cạnh thị trấn nhỏ Schengen của Luxembourg, năm nước trong cộng đồng châu Âu là Pháp, Bỉ, Hà Lan, Luxembourg và Tây Đức đã ký một hiệp ước bãi bỏ việc kiểm soát biên giới giữa năm nước, để cho công dân các nước này đi lại tự do trong vùng lãnh thổ thuộc năm nước, gọi là "vùng Schengen".
Ngày 19 tháng 6 năm 1990, các nước này lại ký thêm một thỏa thuận về việc áp dụng và thay thế hiệp ước ký trước, gọi là "Công ước về việc áp dụng hiệp ước Schengen giữa các chính phủ các nước trong Liên minh kinh tế Benelux, Cộng hòa Liên bang Đức và Cộng hòa Pháp, liên quan tới việc bãi bỏ từng bước các việc kiểm soát các biên giới chung" (Convention d'application de l'accord de Schengen entre les gouvernements des états de l'Union économique du Benelux, la Répuplique fédérale d'Allemagne, et la République française, relatif à la suppression graduelle des contrôles aux frontières communes), gọi tắt là Công ước Schengen.

## Các thành viên và ngày gia nhập
- 14 tháng 6 năm 1985: Pháp, Bỉ, Hà Lan, Luxembourg, Tây Đức (đến ngày 3 tháng 10 năm 1990 là CHLB Đức)
- 17 tháng 11 năm 1990: Ý
- 25 tháng 6 năm 1992: Tây Ban Nha, Bồ Đào Nha
- 6 tháng 11 năm 1992: Hy Lạp
- 28 tháng 4 năm 1995: Áo
- 19 tháng 12 năm 1996: Đan Mạch, Thụy Điển, Phần Lan, Na Uy, Iceland (2 nước sau không thuộc Cộng đồng châu Âu, nhưng ở trong Liên minh Hộ chiếu Bắc Âu)
- 1 tháng 5 năm 2004: đảo Síp, Estonia, Latvia, Litva, Ba Lan, Hungary, Malta, Slovakia, Cộng hòa Séc và Slovenia (các nước này chưa áp dụng)
- 16 tháng 10 năm 2004: Thụy Sĩ (ngoài Liên minh châu Âu, đã trưng cầu ý dân chấp thuận ngày 5 tháng 6 năm 2005)
- 2011: Liechtenstein. Tuy nhiên, Liechtenstein không cấp thị thực Schengen cho những công dân cần thị thực để nhập cảnh vào khối này, mà đề nghị các du khách xin thị thực tại một quốc gia Schengen khác.[2]
- Ngày 1 tháng 1 năm 2023: Croatia

## Các vùng lãnh thổ không theo hiệp ước
Các lãnh thổ ngoài châu Âu dưới đây:
- Của Pháp: Guadeloupe, Martinique, Guyane thuộc Pháp, Réunion, Mayotte, Saint-Barthélemy, Saint-Martin, Nouvelle Calédonie, Polynésie thuộc Pháp, Saint Pierre và Miquelon, Vùng đất phía Nam và châu Nam Cực thuộc Pháp, Wallis và Futuna
- Của Hà Lan: quần đảo Antille thuộc Hà Lan, Aruba
- Của Đức: quần đảo Helgoland (ở biển Bắc)
- Của Na Uy: Quần đảo Svalbard
- Của Đan Mạch: đảo Greenland và Quần đảo Faroe (trên lý thuyết không thuộc vùng Schengen nhưng trên thực tế có việc đi lại tự do giữa vùng Schengen và các lãnh thổ này)
- Của Ý: thị xã Livigno (tỉnh Sondrio, vùng Lombardia) và Campione (nằm lọt trong đất Thụy Sĩ)
- Của Síp: miền Bắc đảo Síp

## Các quốc gia châu Âu chưa gia nhập
- San Marino: không gia nhập nhưng có biên giới mở với Ý
- Monaco: coi như một phần của Pháp, nhà chức trách Pháp kiểm soát hải cảng Monaco
- Vatican: có biên giới mở với Ý và đã ngỏ ý muốn gia nhập, hiện có sự hợp tác chặt chẽ về an ninh trong hệ thống thông tin Schengen (système d'information de Schengen)
- Andorra: có biên giới mở với Pháp và Tây Ban Nha
- Hy Lạp: tuy trên lý thuyết đã gia nhập hiệp ước Schengen, nhưng đối với công dân của Cộng hòa Macedonia nếu muốn nhập cảnh vào Hy Lạp từ một nước thuộc khối Schengen khác vẫn phải xin thị thực của Hy Lạp)
- Anh và Ireland: chỉ ký thỏa thuận hợp tác về an ninh và cảnh sát, chưa ký thỏa thuận bãi bỏ kiểm soát biên giới.

## Thời gian áp dụng

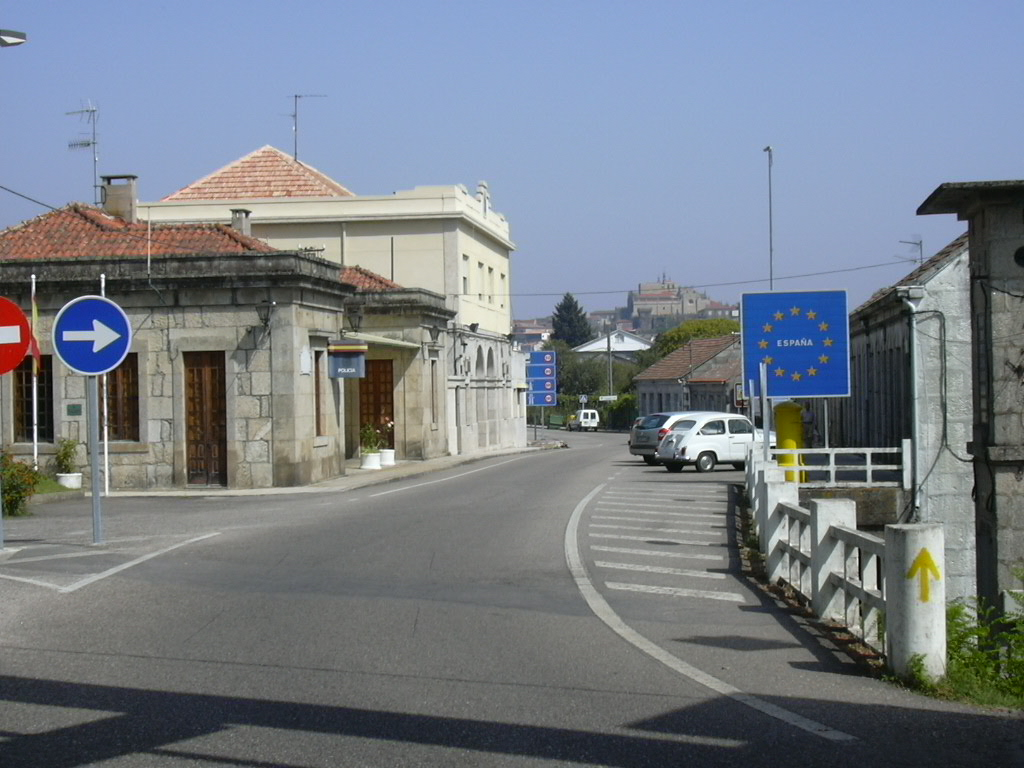
Một biển báo đơn giản đánh dấu biên giới Schengen giữa Tây Ban Nha và Bồ Đào Nha.

- 26 tháng 3 năm 1995: Đức, Bỉ, Pháp, Hà Lan, Luxembourg, Tây Ban Nha, Bồ Đào Nha
- 26 tháng 10 năm 1997: Ý
- 1 tháng 12 năm 1997: Áo
- 8 tháng 12 năm 1997: Hy Lạp (trên lý thuyết, đến 26 tháng 3 năm 2000 mới thực sự áp dụng, tuy nhiên đối với công dân Cộng hòa Macedonia vẫn phải xin visa của Hy Lạp ngay cả khi đến từ một nước thành viên khác)
- 25 tháng 3 năm 2001: Đan Mạch, Thụy Điển, Na Uy, Phần Lan, Iceland
- 21 tháng 12 năm 2007: Estonia, Latvia, Litva, Ba Lan, Cộng hòa Séc, Slovakia, Slovenia, Hungary, Malta (áp dụng ở biên giới đường bộ và đường thủy, riêng đường hàng không kể từ 30 tháng 3 năm 2008)
- Tháng 11 năm 2008: Thụy Sĩ
- 2009: đảo Síp
- 2011: Liechtenstein
- 2023: Croatia

## Các biện pháp an ninh
Theo khoản 2 điều 2 của Công ước, các nước ký kết có quyền tái thiết lập tạm thời việc kiểm soát biên giới hoặc một khu vực nhất định, vì lý do an ninh. Ví dụ như trường hợp của Pháp trong dịp tổ chức lễ kỷ niệm 60 năm ngày quân đồng minh đổ bộ lên bờ biển Normandy (chiến dịch Neptune) (ngày 6 tháng 6 năm 2004) hoặc CHLB Đức trong thời gian tổ chức giải vô địch bóng đá thế giới 2006 (đề phòng các hooligan phá rối).

## Vấn đề an ninh hàng không
Dù không có kiểm soát biên giới, những hành khách di chuyển bằng đường hàng không giữa các nước trong vùng Schengen vẫn phải trình thẻ căn cước hoặc hộ chiếu khi check-in. Đây không phải là quy định của Công ước Schengen, mà là quy định bảo đảm an ninh của ngành hàng không.

## Khách sạn và nhà nghỉ
Theo quy định của công ước Schengen, mọi khách sạn và nhà nghỉ trong vùng phải đăng ký tên, tuổi, số thẻ căn cước hay hộ chiếu của mọi công dân nước khác khi vào lưu ngụ, vì vậy khi check-in vào khách sạn hay nhà nghỉ thì phải xuất trình thẻ căn cước hoặc hộ chiếu.

## Thị thực vùng Schengen
Đối với những công dân bên ngoài khối Schengen, trừ khi hộ chiếu của họ được khối Schengen miễn thị thực, muốn nhập cảnh vào vùng Schengen phải xin một thị thực đồng nhất gọi là thị thực Schengen tại đại sứ quán hay lãnh sự quán của một nước mà mình muốn tới đầu tiên hoặc lưu trú lâu nhất, sau đó có thể tự do đi lại trong vùng Schengen. Loại thị thực này thường chỉ có thời hạn lưu trú tối đa là 90 ngày (đối với mục đích du lịch, thăm thân) hoặc lâu hơn nếu họ có ý định học tập, làm việc trong khối Schengen.